# Amfidam
Amfidam o Amfidamant (grec antic: Ἀμφίδαμος o Ἀμφιδάμας) fou un general d'Elis que el 218 aC fou fet presoner per Filip V de Macedònia i portat a Olímpia. Fou alliberat amb la condició de convèncer els seus conciutadans d'abraçar el partit de Filip, però no va reeixir, i es va lliurar altra vegada a Filip, i va defensar a Arat de les acusacions d'Apel·les.